# Fuente de la Alcachofa

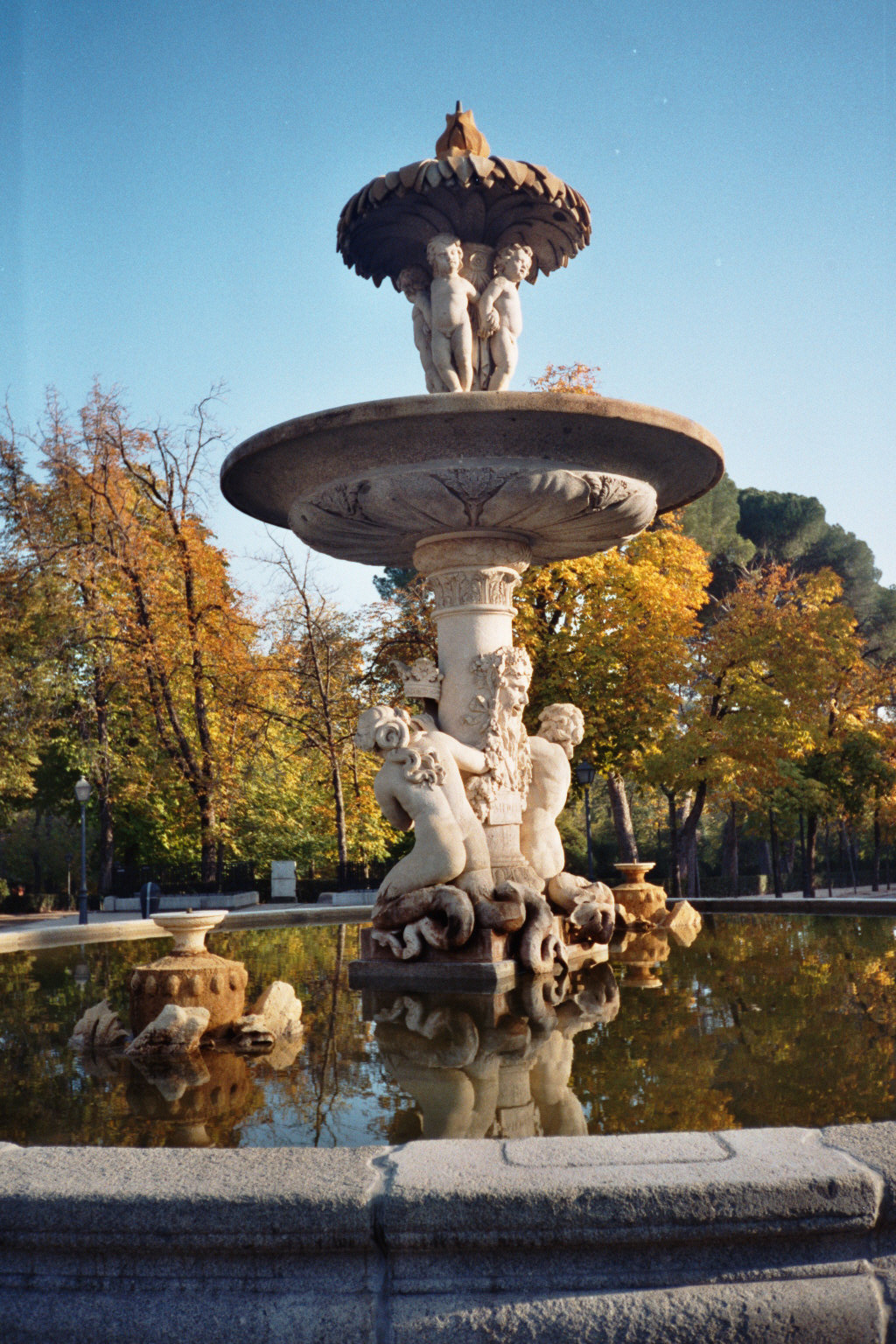
Lado oriental de la fuente original, que se halla en la plaza de la República de Honduras, en los Jardines del Retiro.

La fuente de la Alcachofa es una fuente monumental de Madrid (España) levantada en el último tercio del siglo xviii e instalada frente a la antigua Puerta de Atocha, de donde pasó en 1880 a los Jardines del Buen Retiro. Existe además en Madrid una réplica en bronce que se colocó en la glorieta de Atocha en 1986.

## Historia

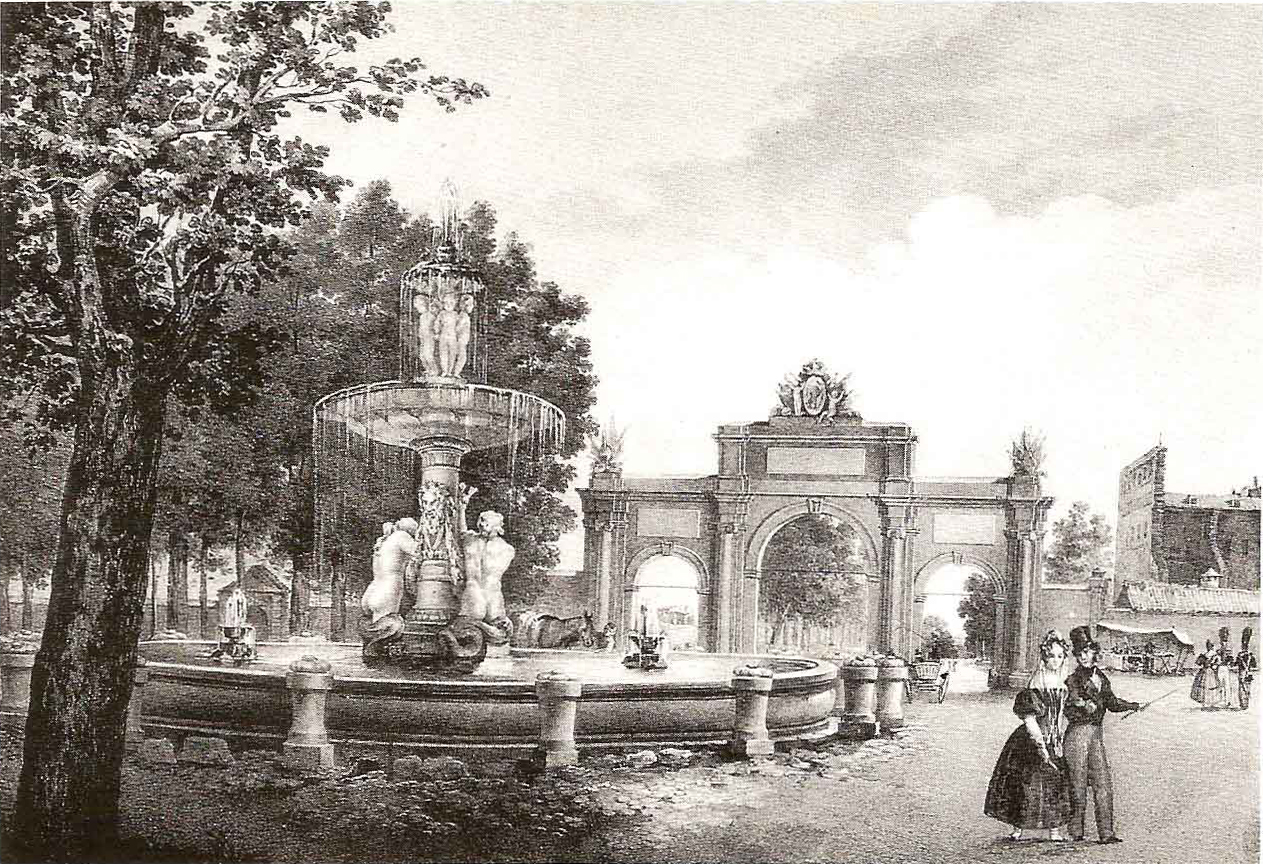
Grabado decimonónico de la Puerta de Atocha y la fuente del Tritón y la Nereida, ambas obra de Ventura Rodríguez.

La fuente original fue proyectada en 1776 y esculpida entre 1781 y 1782, para el conjunto del Salón del Prado, siguiendo las directrices de Carlos III para embellecer y urbanizar la zona nororiental de Madrid. Su diseño se debe al arquitecto Ventura Rodríguez y su realización a los escultores Alfonso Giraldo Bergaz, Antonio Primo y José Rodríguez.
En su origen se instaló frente a la desaparecida puerta de Atocha. Tras su restauración en 1847, siendo alcalde el marqués de Torneros y siguiendo al plan dirigido por el arquitecto José Urioste y Velada, entonces director de Fontanería y Alcantarillado del Ayuntamiento de Madrid, se trasladó a los Jardines del Retiro, donde continúa colocada en la plazoleta de la República de Honduras, junto a la esquina sur del Estanque Grande. 

## Descripción

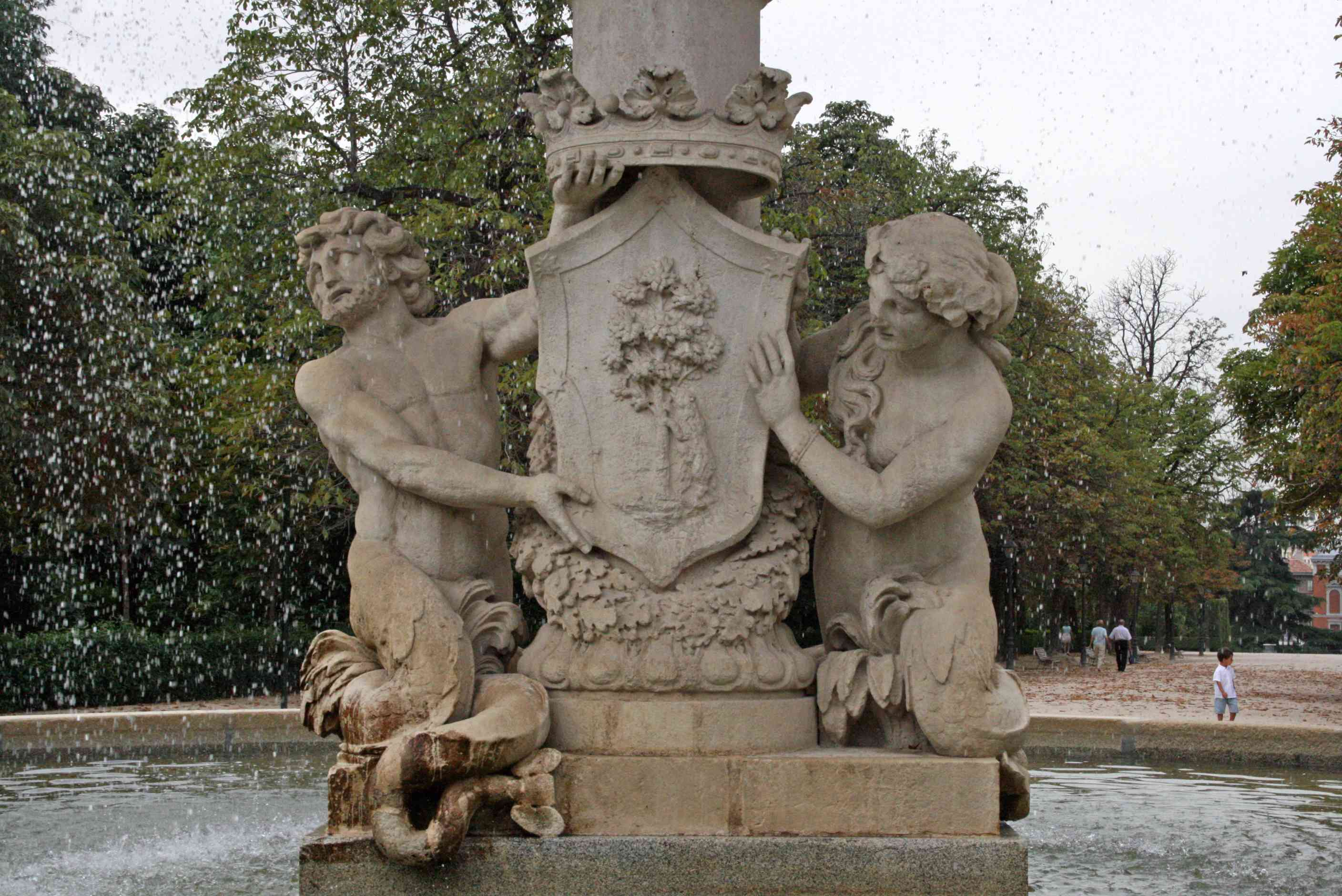
Detalle del grupo escultórico situado en el primer cuerpo de la fuente, formado por un tritón (a la izquierda) y una nereida (a la derecha) sosteniendo el escudo de Madrid.

A pesar de su trayectoria neoclásica, el arquitecto Ventura Rodríguez diseñó un conjunto de clara influencia barroca por los motivos empleados (dioses marinos, adornos vegetales y efectos de agua grabados en la piedra). Este estilo también está presente en otras fuentes de su autoría, como la de las Conchas, situada junto al Palacio Real de Madrid, en el Campo del Moro.
La Fuente de la Alcachofa o de Tritón y Nereida, se levanta sobre un pilón circular de 13,5 pies, con ornamentación vegetal, en cuyo centro se eleva una columna formada por dos cuerpos, profusamente adornados. El primero de ellos aparece flanqueado por un tritón y una nereida (ninfa marina con cuerpo de mujer y cola de pez), que sujetan un escudo de armas de Madrid; en el otro lado hay un mascarón esculpido en el fuste representando el Otoño: el rosto de un viejo cuyo ábaco es una corona de guirnaldas.
Encima, el segundo cuerpo descansa sobre una taza que sostiene en un pedestal un grupo de cuatro amorcillos o «putti» que rodean la columna y se protegen del agua bajo la pequeña taza superior, con forma de sombrero vegetal compuesto por hojas lanceoladas; sobre una doble cascada corona la fuente una alcachofa, como símbolo de la fertilidad o por sus propiedades medicinales. Abajo, en el pilón, levantan pequeños chorros de agua dos pequeñas ánforas enfrentadas y separadas del cuerpo central de la estructura escultórica. Los materiales empleados en la construcción fueron piedra caliza, para el conjunto escultórico, y granito para la alcachofa, en el remate superior, con piedra procedente de las canteras de Redueña (Madrid).

## Réplica de 1986

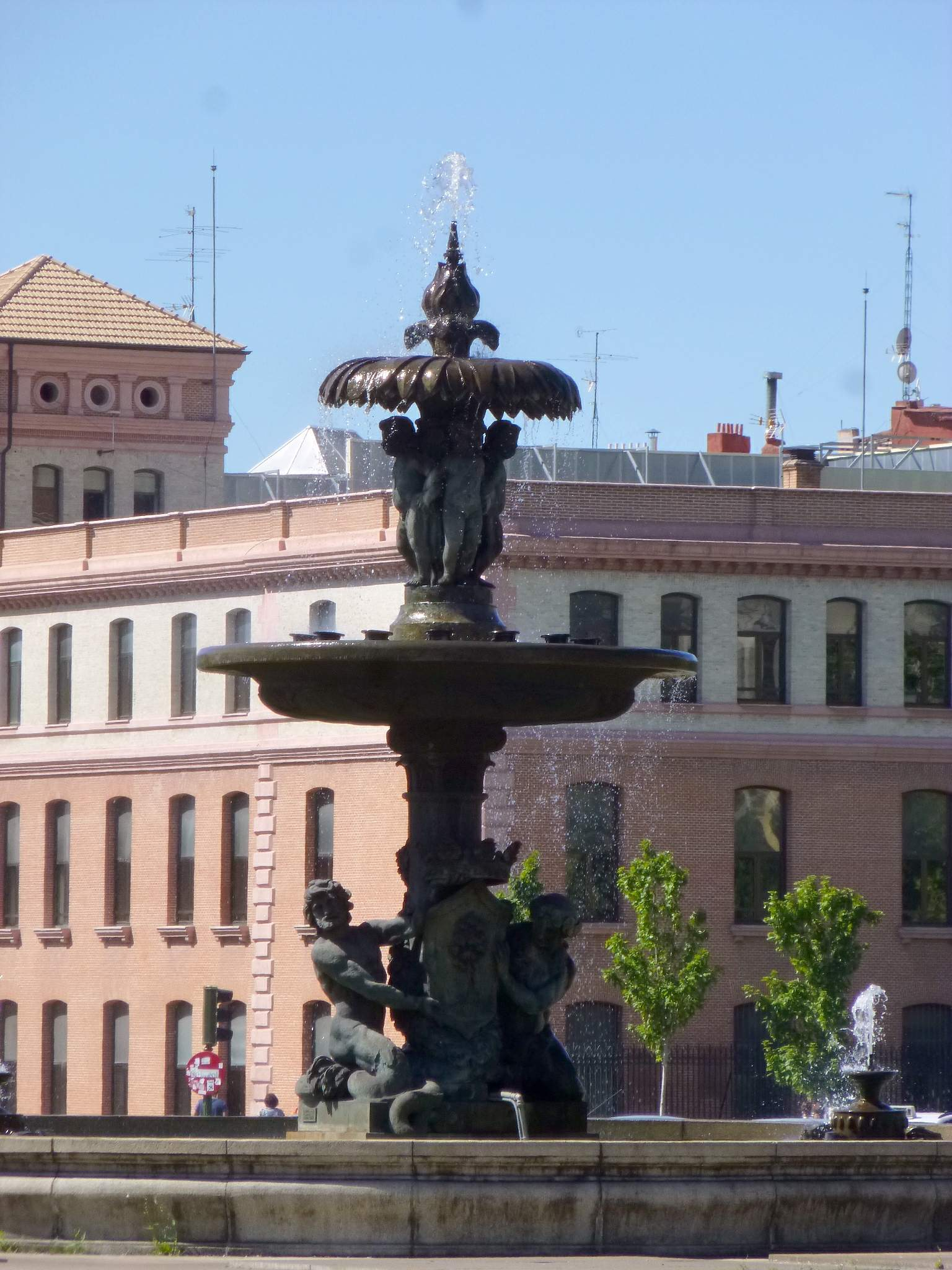
Copia en bronce de la fuente original en piedra, instalada en 1987 en la plaza del Emperador Carlos V (más conocida como Glorieta de Atocha).

Una réplica en bronce se encuentra desde 1987 en la plaza del Emperador Carlos V, conocida popularmente como Glorieta de Atocha. Fue promovida por el alcalde Enrique Tierno Galván, dentro del plan de recuperación racional de la plaza, tras derribar los aparatosos pasos elevados que surcaban la plaza en distintas direcciones (el popular «Scalextric de Atocha»), volviendo a integrar el conjunto en la estética de Ventura Rodríguez a partir de la urbanización de Juan de Villanueva para el Salón del Prado.
Además de los materiales empleados, el único rasgo diferencial de la réplica con respecto a la estructura original es la base sobre la que se asienta: una plataforma circular en cuyo interior se integra una superficie cuadrada cuarteada y cuatro estanques a cada lado, que permiten completar la circunferencia. Cada uno de ellos se alimenta de las aguas arrojadas por un conjunto escultórico de cuatro surtidores, también con forma de alcachofa, que se disponen cuadrangularmente.